# 知理保以島

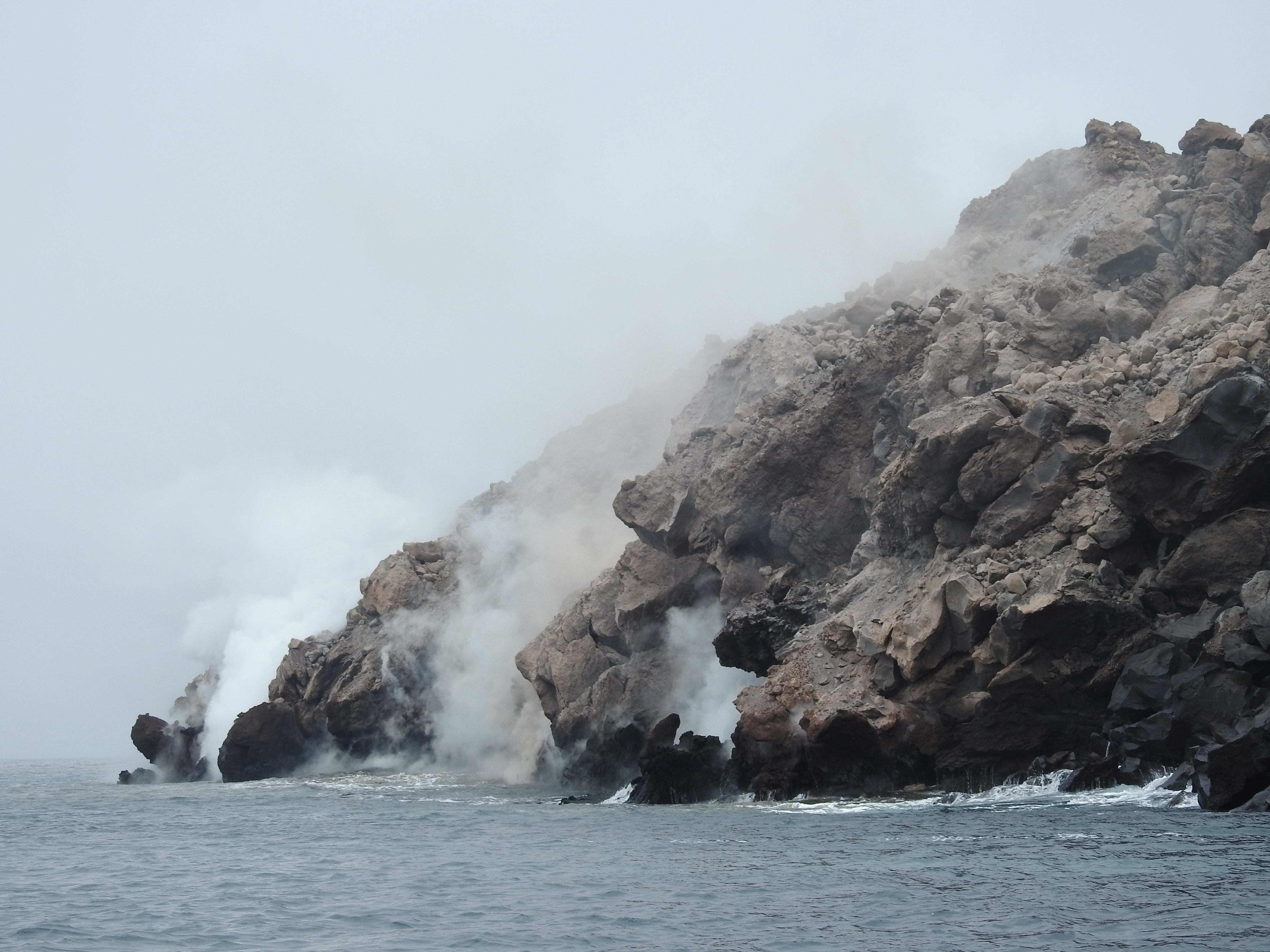
知理保以北島の、海岸に迫る火山活動。熱い岩が絶えず海に崩れ落ちている。

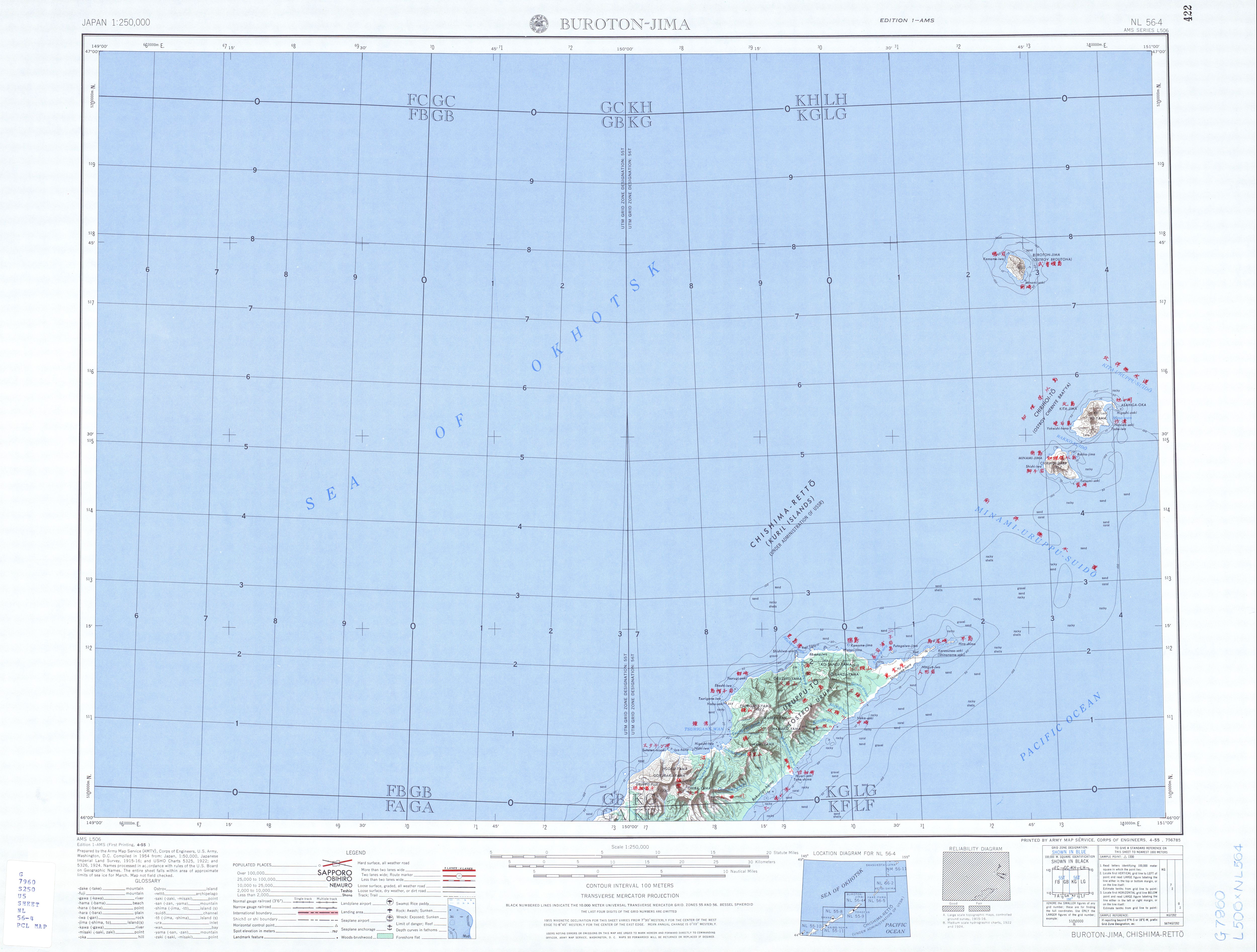
1954年（昭和29年）の武魯頓島・知理保以島・得撫島

知理保以島（ちりほいとう/ちぇるぽいとう）は、千島列島の中部に位置する島。実際には隣接した二つの島（知理保以島＜北島＞と知理保以南島）からなるが、通常は両島を総称して知理保以島と呼ばれる。
島名はアイヌ語の「チリ・オ・イ（小鳥・そこに沢山いる・所→小鳥がそこに沢山いる所）」に由来し、エトピリカなどの海鳥が多く飛来することから、名付けられたと思われる。
英語表記はChirpoyであり、黒い火山岩から成る二つの島から「Black Brothers（黒い兄弟）」とも。ロシア名は後述。

## 地理
得撫島と新知島の間にある得撫水道の中程に位置し、北側の北得撫水道は水深 2,200 メートルと、千島列島の海峡中で最も深い。そのため、オホーツク海から太平洋へ出入りする海流が激しい潮流となる海の難所でもある。一方、南側は水深200 メートル程度で浅いため、得撫島との往来は比較的容易。
幅約 2.2 キロメートルの猟虎水道（らっこすいどう）を挟んで北東側が知理保以島（北島）、南西側が知理保以南島となる。

### 知理保以島
南島と区別するときは北島。千島アイヌにはレプンモシリと呼ばれていた。アイヌ語では「レプ・ウン・モシリ（沖・ある・島→沖にある島）」を意味する。ロシア名はチルポイ島（Остров Чирпой）。
周囲約 22 キロメートル、面積約 21 km2。西側は大きく崩れている。三つの円錐峰をもつ火山島であり、北から順に次の火山が並ぶ。
- 大崩山（おおくずれやま、海抜 691 メートル[1]、ロシア名:チルポイ山 г.Чирпой）

島の北部に位置する。知理保以（北）島の最高峰。
- 硫黄山（いおうざん、海抜 625 メートル、ロシア名:チェルノガ山 влк.Черног）

島の中央部に位置し、噴火口からは白色の噴煙を絶えず吐き、斜面の亀裂からは硫黄分を含む火山性ガスを噴出させている。また、かつて火口だった場所にはカムイワッカ湖（アイヌ語で「神の水」）が窪地に水を湛えている。1896年（明治29年）には硫黄の採掘を試す者が現れ、後に採掘された。18世紀から19世紀にかけて2度の噴火記録がある。
- 日本名不詳（海抜 396 メートル、ロシア名:スノー山 г.Сноу）

島の南部に位置し、常時活動をしていて時折噴火を見せる活火山である。1770年から1810年の間に火山活動が始まった。
島の南東側は溶岩流で覆われており、植生が見られるのは北東側の一部のみで、多量の岩が露出している。また、島内に顕著な河川は見られず、飲用に適した水を得ることは困難である。島の周囲は概ね懸崖だが、北東端から東に半島状の砂地が伸びて沙湾（すなわん、ロシア名：スナ湾 бухте Суна）と呼ばれる湾をなしている。水深は約 18 メートルで、船舶の停泊ができる。
北東端部では続縄文時代の大規模集落（40軒以上の竪穴建物群）と、土器片・石器類が発見されている。

### 知理保以南島
千島アイヌにはヤンケモシリと呼ばれていた。アイヌ語では「ヤ・ウン・ケ・モシリ（陸、又は岸・ある・場所・島→陸の方にあるその島）」を意味する。ロシア名はブラト・チルポエフ島（Остров Брат Чирпоев、ブラット・チルポエフ島、意味は「チルポイの弟（兄）」）。
- 二島の最高峰は南島にある知理保以岳（ロシア名:ブラト・チェルポエフ山 г.Брат Чирпоев）で、 742 メートルの高さを持つ。東側の急峻な崖はカルデラによる壁になっており、西側の寄生火山が知理保以岳となる。有史以来の噴火記録はないが、活発な火山活動の兆候を示している[2]。

また北東側の沖、約200メートルには猟虎島（ロシア名:モルスカヤ・ヴィドゥラ島 Остров Морская выдра、またはチェルンエプラチヤ島）と名付けられた直径約500メートル、最高点153メートルでほぼ円形をした小島がある。
周囲は絶壁が多く、一部は茶色の岩を剥き出しにしている。

### 歴史
続縄文時代とオホーツク文化期に得撫島で集落が発達した時期があり、知理保以島でも北東端部の集落跡に定住または半定住していた痕跡が残されている。近代でも、千島アイヌが交易用に鳥や羽毛を求めて訪れていたと見られる。
- 1855年（安政元年） - 日露通好条約によりロシア領となる。
- 1875年（明治8年） - 樺太・千島交換条約により日本領になる。
- 1945年（昭和20年）8月 - ソ連軍が上陸し占領する。日本が降伏した9月2日に出された一般命令第1号により、ソ連占領地とされた。
- 1946年（昭和21年） - GHQ指令により、日本の施政権が正式に停止される。直後に、ソ連が領有を宣言する。
- 1952年（昭和27年） - 日本国との平和条約で日本は領有権を放棄（ただし、ソ連は未調印）。以後、日本政府は千島列島の帰属は未確定と主張する。
- 1991年（平成3年） - ソビエト連邦の崩壊後に成立したロシア連邦が実効支配を継承。

現在はロシア連邦が実効支配しているものの、日本政府は国際法上、帰属未定地であるとしている。

## 参考資料
- 『北方領土地名考』 北方領土問題対策協会編、1978年
- 『近代北千島列島誌』 上巻、2001年、31頁